# Labracinus melanotaenia
Labracinus melanotaenia är en fiskart som först beskrevs av Pieter Bleeker 1852.  Labracinus melanotaenia ingår i släktet Labracinus och familjen Pseudochromidae. Inga underarter finns listade i Catalogue of Life.